# Kojoukh (vêtement)

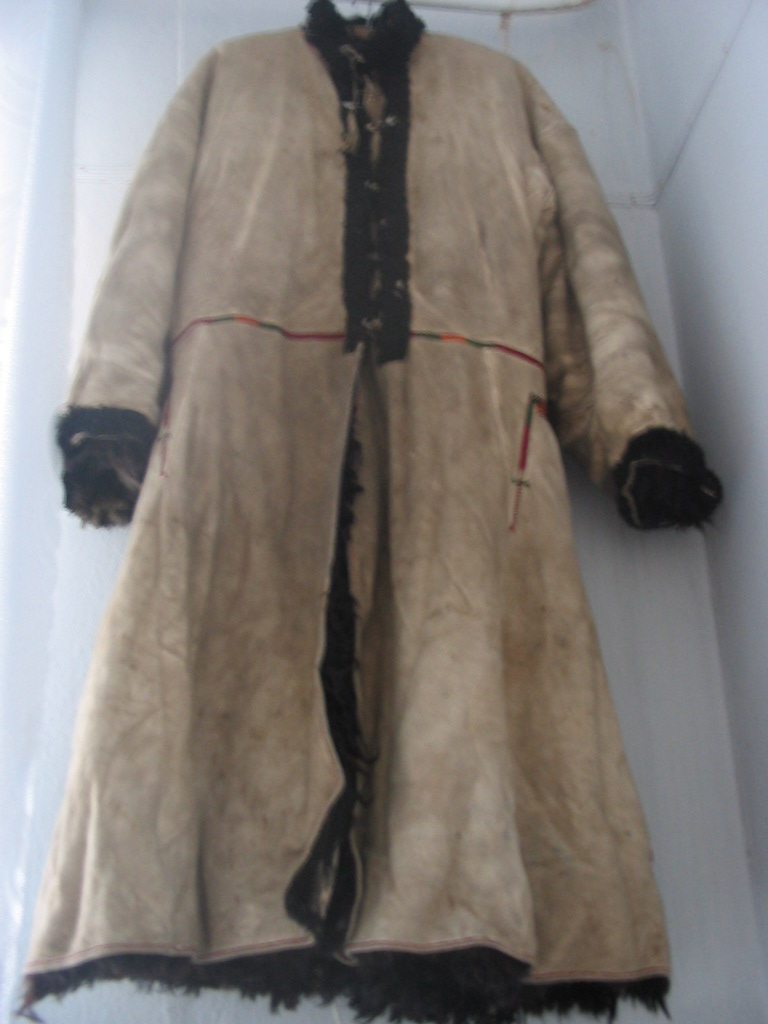
Kojoukh au musée de Boutchatch.

Un kojoukh (en ukrainien : кожух) est un manteau de fourrure traditionnel ukrainien.
Généralement porté en hiver, le kojoukh était normalement fait de peau de mouton, parfois décoré de broderies et de cuir, de cordons, de glands et d'autres accessoires. Ils étaient serrés à la taille, parfois très longs. Il y avait deux variantes principales, celles à dos droit et celles à dos détaché.
Des variantes du kojoukh étaient portées dans toute l'Ukraine, mais principalement dans la région du Dniepr moyen, y compris la rive gauche et les zones de steppe, et en Polésie. Ils étaient particulièrement populaires durant la période de l'hetmanat cosaque, bien qu'ils aient déjà été portés pendant la période de Rus' de Kiev. Au début du XXIe siècle, les manteaux basés sur le kojoukh traditionnel sont redevenus à la mode en Ukraine.